# Peter Michael Braunwarth

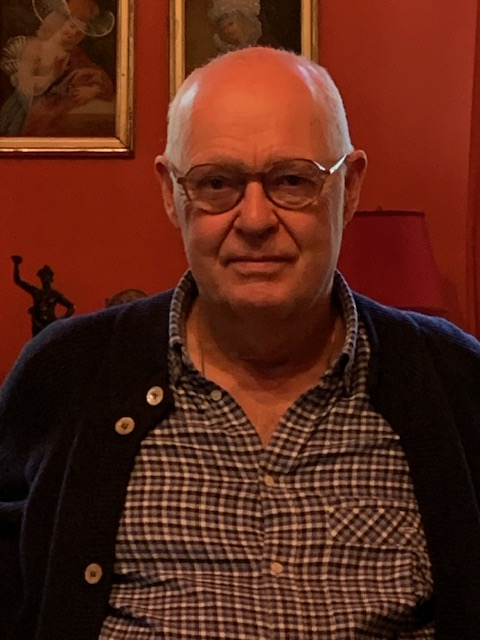
Peter Michael Braunwarth, 2024

Peter Michael Braunwarth (geboren am 6. Januar 1952 in Offenhausen, Baden-Württemberg) ist ein deutsch-österreichischer Literaturwissenschaftler und Herausgeber, der hauptsächlich zu Arthur Schnitzler und zur Wiener Moderne publiziert hat.

## Leben
Nach dem Abschluss am Akademischen Gymnasium in Salzburg studierte er Germanistik und Romanistik an der Universität Wien, wo er den Doktorgrad (Dr. phil.) erwarb. Von 1976 bis 2014 arbeitete er an der Österreichischen Akademie der Wissenschaften und betreute hier die von Werner Welzig geleitete Edition des Tagebuchs von Arthur Schnitzler (1981–2000).
1981 kuratierte Braunwarth eine Ausstellung der Wiener Festwochen anlässlich des 50. Todestages von Schnitzler. Im Zuge seiner wissenschaftlichen Arbeit veröffentlichte er das Phonogramm von Schnitzlers Stimme und entdeckte die einzige bekannte Filmaufnahme des Schriftstellers im Schwedischen Filminstitut. Von 1994 bis 1998 war er Präsident des Arthur Schnitzler-Instituts in Wien. 1999 beteiligte er sich an der Produktion eines Dokumentarfilms über Schnitzler für den Fernsehsender 3sat. Für seine kulturellen Verdienste wurde ihm 2009 der Berufstitel „Professor“ verliehen.
Braunwarth verfasste zahlreiche Beiträge für die Wiener Zeitung, Die Presse, die Süddeutsche Zeitung, die Zeitschrift Literatur und Kritik sowie für die Website des Literaturhauses Wien. Zudem erstellte er biographische Datenbanken für die Zeitschriften Die Fackel von Karl Kraus und Der Brenner. Seine prosopographischen Recherchen bilden die Grundlage des Webservices PMB des Austrian Centre for Digital Humanities and Cultural Heritage der Österreichischen Akademie der Wissenschaften.
Seit 1971 ist Braunwarth mit dem Schauspieler und Chansonnier Michael Heltau zusammen, für den er Übersetzungen von Chansons anfertigte, Programme konzipierte und die Herstellungsleitung bei DVD- und CD-Produktionen übernahm. Er lebt in Salmannsdorf im 19. Wiener Gemeindebezirk.

## Veröffentlichungen (Auswahl, umgekehrt chronologisch)
- Arthur Schnitzler: Liebelei. Historisch-kritische Ausgabe. Hg. von Peter Michael Braunwarth, Gerhard Hubmann und Isabella Schwentner. Berlin, Boston, De Gruyter 2014 (= Arthur Schnitzler, Werke in historisch-kritischen Ausgaben, hg. von Konstanze Fliedl, Bd. 4)
- Hugo von Hofmannsthal: Sämtliche Werke. Kritische Ausgabe. Band XXXVIII und XXXIX: Herausgebertätigkeit, Autobiographisches, Aufzeichnungen. Hg. von Rudolf Hirsch und Ellen Ritter in Zusammenarbeit mit Peter Michael Braunwarth und Konrad Heumann. Frankfurt am Main, S. Fischer 2013.
- Arthur Schnitzler: Träume. Das Traumtagebuch 1875-1931. Hg. von Peter Michael Braunwarth und Leo A. Lensing. Göttingen, Wallstein 2012, ISBN 978-3-8353-1029-2.
- Olimpiu G. Urcan, Peter Michael Braunwarth: Arthur Kaufmann. A Chess Biography. 1872-1938. Foreword by Grandmaster Mihail Marin. Jefferson, London, McFarland 2012.
- Michael Heltau: Auf d’Nacht, Herr Direktor! Momente aus dem Milieu. Gesammelt von Michael Heltau, Gabriela Brandenstein, Claudia Kaufmann-Freßner und Peter Michael Braunwarth. Wien, Styria 2012.
- Gerd Klaus Schneider, Peter Michael Braunwarth (Hrsg.): Ringel-Ringel-Reigen. Parodien von Arthur Schnitzlers „Reigen“. Wien, Sonderzahl 2005.
- Richard Beer-Hofmann: Der Briefwechsel mit Paula 1896-1937. Unter Mitwirkung von Peter Michael Braunwarth herausgegeben, kommentiert und mit einem Nachwort versehen von Richard M. Sheirich. Oldenburg, Igel 2002.
- Arthur Schnitzler: Tagebuch 1879-1931, 10 Bände, unter Mitwirkung von Peter Michael Braunwarth, Susanne Pertlik und Reinhard Urbach hrsg. von der Kommission für literarische Gebrauchsformen der Österreichischen Akademie der Wissenschaften, Wien, Verlag der Österreichischen Akademie der Wissenschaften 1981–2000. (online)
- Arthur Schnitzler: Briefe 1913-1931, hrsg. von Peter Michael Braunwarth, Richard Miklin, Susanne Pertlik und Heinrich Schnitzler, 1200 Seiten, Frankfurt am Main, S. Fischer 1984 (online)
- Arthur Schnitzler 1862-1931. Materialien zur Ausstellung der Wiener Festwochen 1981, hrsg. von Peter Michael Braunwarth, Richard Miklin, Susanne Pertlik, Walter Ruprechter und Reinhard Urbach, 132 Seiten, Wien 1981.